# Metrópole de Kiev (1686–1918)
Metrópole de Kiev ou Metrópole de Kiev, Galícia e Pequena Rússia foi a Metrópole do Patriarcado de Moscou, que cobria o território da moderna Bielorrússia e Ucrânia. De fato, foi formada em 1686 como resultado da anexação pela Igreja de Moscou da Região Metropolitana de Kiev do Patriarcado de Constantinopla. Em 1721, junto com a Igreja de Moscou, ficou sob o Santo Sínodo Governante do Império Russo. Em 1918, a Igreja Ortodoxa Autônoma Ucraniana do Patriarcado de Moscou foi formada (desde 27 de outubro de 1990 como Igreja Ortodoxa Ucraniana).

## História
Atendendo aos pedidos persistentes do futuro Metropolita de Kiev, Gedeão (Svyatopolk-Chetvertinski), e do Hetman Ivan Samoilovich, o embaixador grego Zakhari Ivanov (Sofir) foi enviado de Moscou a Constantinopla ao predecessor do Patriarca Dionísio, o Patriarca Tiago, a fim de receber um certificado de transferência da Metrópole de Quieve para o Patriarcado de Moscou. O Patriarca Tiago de Constantinopla recusou-se a dar consentimento sem a permissão do vizir otomano. Em 8 de novembro de 1685, o Arcebispo Gedeão de Lutsk foi elevado, pelo Patriarca de Moscou Joaquim, à Sé Metropolitana de Quieve sem a permissão do Patriarca de Constantinopla. Ao mesmo tempo, os embaixadores de Hetman, Ivan Pavlovich Lisitsa e o Diácono Nikita Alekseev, foram para Constantinopla com cartas do Patriarca de Moscou Joaquim e dos Czares Ivã V e Pedro I com um pedido para aprovar a transferência da Metrópole de Quieve para a jurisdição de Moscou e confirmar a nomeação do Metropolita Gedeão. Os embaixadores apelaram ao grande vizir que estava em Adrianópolis, que, esforçando-se para manter boas relações com Moscou, concordou com a transferência do Metropolita de Quieve para a autoridade do Patriarca de Moscou. Ao saber disso, o Patriarca Dositeu II de Jerusalém concordou com esta decisão e contribuiu para o recebimento das cartas de Dionísio IV, que veio a Adrianópolis para confirmar sua eleição como Patriarca pelo vizir.
Em 5 de junho de 1686, o Patriarca Dionísio IV entregou aos embaixadores cartas endereçadas aos Czares, ao Patriarca de Moscou, ao Hetman e ao Metropolita de Quieve, segundo as quais ele transferiu a Metrópole de Quieve para o Patriarcado de Moscou, confirmando antes disso a nomeação do Metropolita Gideão para a Sé Metropolitana de Quieve. E o Diácono Nikita deu a Dionísio 200 moedas de ouro.[carece de fontes?]
As cartas expedidas por Dionísio IV falam da subordinação da Metrópole de Quieve ao Patriarca de Moscou.
Em 1691 o Bispo de Przemiśl aceitou a União de Brest, em 1700, o Bispo de Lviv, em 1702, o de Lutsk. De acordo com isso, apenas a Diocese de Mogilev permaneceu parte da Metrópole de Kiev do Patriarcado de Moscou no território da Comunidade Polaco-Lituana. Com a formação, em 1721, do Santo Sínodo Governante do Império Russo, a Metrópole de Kiev ficou sob seu governo de fato. O Santo Sínodo Governante foi dirigido por Procuradores nomeados por Moscou. O Governo da Comunidade Polaco-Lituana viu a subordinação da Metrópole de Kiev ao Santo Sínodo Governante como uma violação da soberania do Estado, então novamente começou a pressionar os fiéis para se juntar à União. No século XVIII, tentativas foram feitas para transferir a Diocese bielorrussa (Mogilev) para o Bispo uniata de Polotsk. A Luta pela preservação da Diocese bielorrussa, na segunda metade do século XVIII foi liderada pelo Bispo de Mogilev, Georgi Kaniski. Em 1768, sob pressão de potências estrangeiras, incluindo o Império Russo, a Comunidade Polaco-Lituana concordou em equiparar os direitos dos dissidentes (protestantes e ortodoxos) aos católicos romanos.
A partir de meados da década de 1780, a autoridade sobre a Diocese Metropolitana no Grão-Ducado da Lituânia foi exercido por Victor (Sadkowski) com residência em Slutsk, mas logo foi preso sob a acusação de traição. Para abolir a dependência da Igreja Ortodoxa da Comunidade Polaco-Lituana das autoridades do Império Russo, a Congregação de Pinsk em 1791 e o Sejm de quatro anos em 1788-1792 decidiram estabelecer uma Metrópole ortodoxa separada dentro da Comunidade Polaco-Lituana sob a jurisdição do Patriarca de Constantinopla. As partições da Comunidade Polaco-Lituana não permitiram que esta decisão fosse implementada.
Em 1918, a Igreja Ortodoxa Autônoma Ucraniana do Patriarcado de Moscou foi formada (desde 27 de outubro de 1990 como Igreja Ortodoxa Ucraniana do Patriarcado de Moscou).

## Metropolitas
- Gedeão (1685-1690)
- Barlaão (1690-1707)
- Josafá (1708–1718)
- Barlaão (1722–1730)
- Rafael (1731–1747)
- Timóteo (1748–1757)
- Arsênio (1757–1770)
- Gabriel (1770–1783)
- Samuel (1783–1796)
- Hieroteu (1796–1799)
- Gabriel II (1799–1803)
- Serapião (1803–1822)
- Eugênio (1822–1837)
- Filareto I (1837–1857)
- Isidoro (1858–1860)
- Arsênio II (1860–1876)
- Filoteu (1876–1882)
- Platão (1882–1891)
- Joanício (1891–1900)
- Teognosto (1900–1903)
- Flaviano (1903–1915)
- Vladimir (1915–1918)